# Rasmus Lynge Christensen
Rasmus Lynge Christensen (født 12. august 1991 i Danmark) er en dansk fodboldspiller, der spiller for Arendal Fotball i Norge.

## Klubkarriere

### FC Midtjylland
Christensen er et produkt af FC Midtjyllands akademi. Han kom til klubben i 2007 fra Holbæk B&I.
Han fik sin senior debut i 2010/11 sæsonen, da han i 2. halvleg erstattede Adigun Salami i et 5-2 nederlag til FC København.
I en venskabskamp imod FC St. Pauli, fik Christensen revet det forreste korsbånd over i venstre knæ, og var meldt ude i ni måneder.

### FC Fredericia
Grundet den slemme skade, blev han den 4. september 2012 udlejet til FC Fredericia.

### Hobro IK
Den 31. januar 2013 blev Christensen udlejet til Hobro i 6 måneder.
Efter seks år i FCM besluttede Christensen at forlade klubben og skiftede permanent skifte til Hobro.